# LPX
LPX — форм-фактор материнской платы 9х11-13" (229х279-330 мм), разработан Western Digital в 1987 году для тонких клиентов. В настоящее время устарел.
Ещё до появления ATX, первым результатом попыток снизить стоимость ПК стал форм-фактор LPX. Предназначался для использования в корпусах Slimline или Low-profile ("низкопрофильный"), для чего было предложено  новаторское решение — введены стойки (riser card, «ёлка»). Вместо того, чтобы вставлять карты расширения непосредственно в материнскую плату, в этом варианте они помещаются в подключаемую к плате вертикальную стойку, параллельно материнской плате. Это позволило заметно уменьшить высоту корпуса, поскольку обычно именно высота карт расширения влияет на этот параметр. Расплатой за компактность стало максимальное количество подключаемых карт — 2-3 штуки (впрочем, некоторые производители увеличили это количество до 6, разместив разъемы с обеих сторон райзера). 

Ещё одно нововведение, начавшее широко применяться именно на платах LPX — это интегрированный на материнскую плату видеочип. 
Размер корпуса для LPX составляет 9х13 дюймов, для Mini LPX — 8x10 дюймов. 
После появления NLX, LPX начал вытесняться этим форм-фактором.